# Lindenhofspital

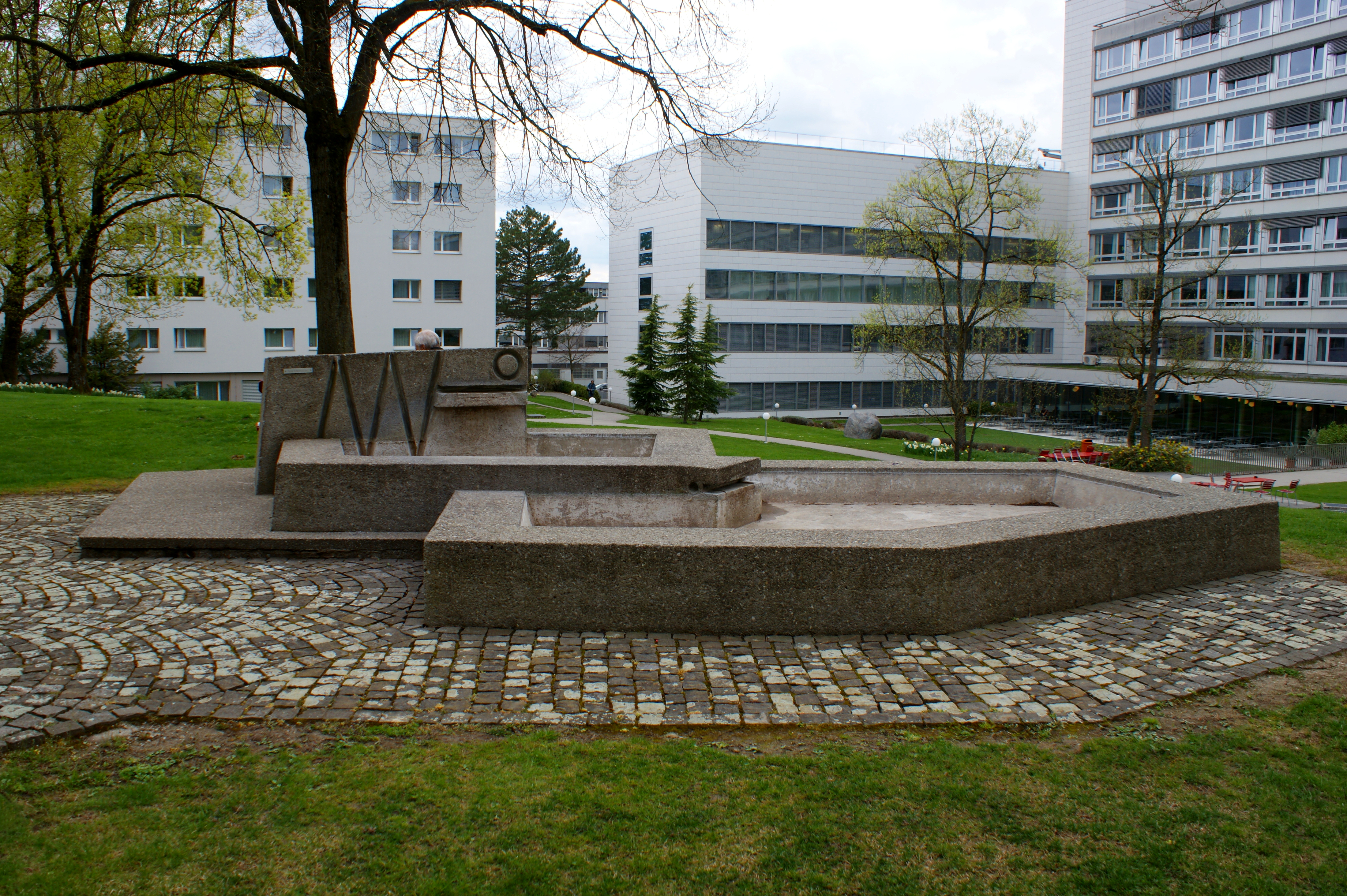
Lindenhofspital, im Vordergrund Zierbrunnen (1968) von Mariann Grunder

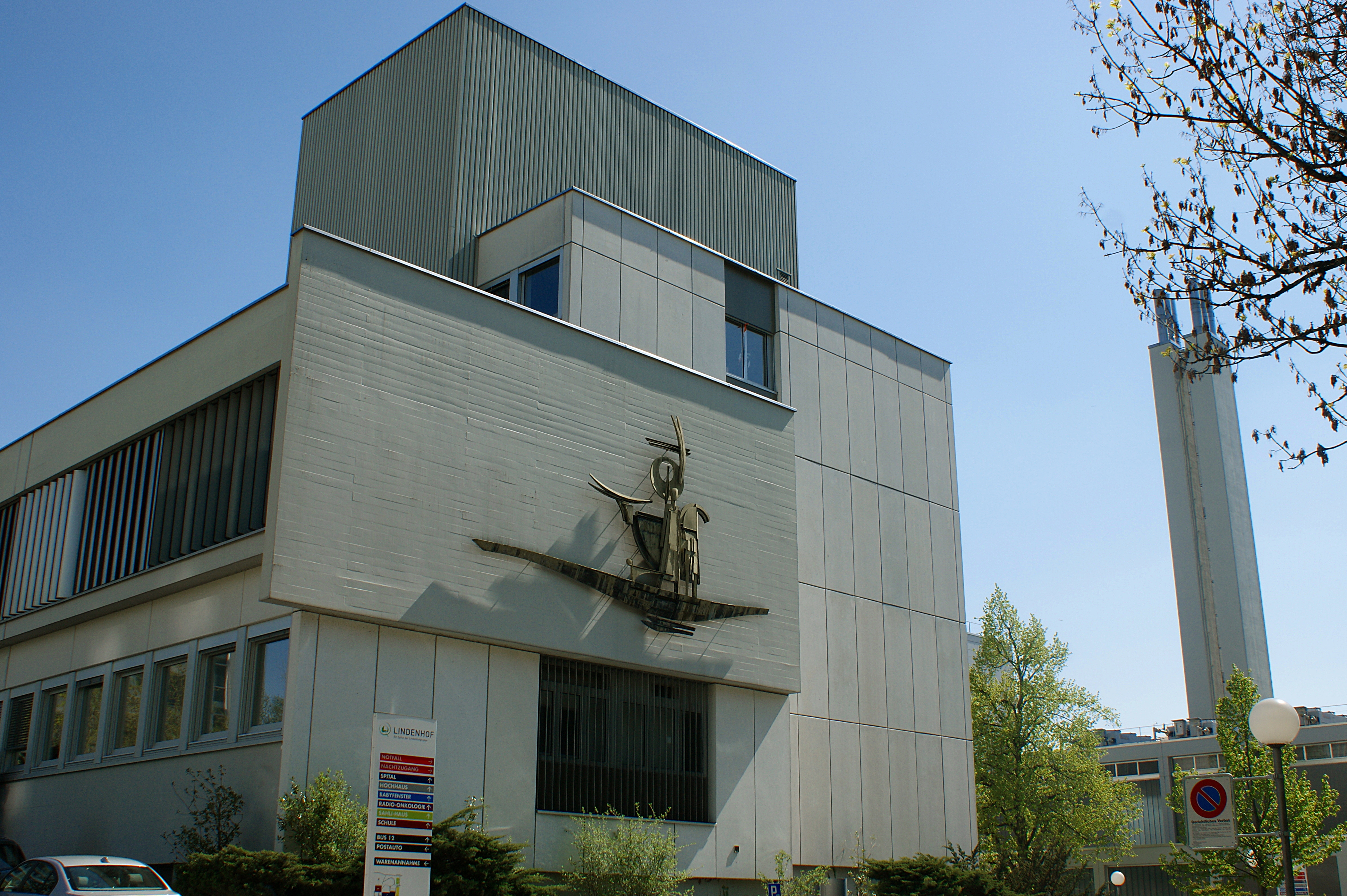
Gebäude mit Eisenplastik "Arche" (1968) von Pierre Siebold

Das Lindenhofspital ist ein privates Spital in Bern. Es gehört zur Lindenhofgruppe, die gemeinsam mit dem Lindenhofspital noch das Engeriedspital und das Sonnenhofspital betreibt.
Entsprechend der in der Schweiz üblichen kantonalen Bewilligungspflicht ist die Lindenhofgruppe mit den drei Spitälern als Grundversorger (Akutsymptomatik) und vor allem mit dem Lindenhofspital in Spezialgebieten Bestandteil der am 8. Mai 2019 beschlossenen Spitalliste.

## Geschichte
1899 eröffnete eine Rot-Kreuz-Pflegerinnenschule, die 1908 das Privatspital Dr. Lanz am Stadtbach übernahm und erweiterte. Von 1908 bis 1994 war die Schule Bestandteil des Spitalbetriebes, von 1994 bis 2014 waren Schul- und Spitalbetrieb getrennt. Die Lindenhofschule wurde im Januar 2014 wieder in die Lindenhofgruppe integriert. Im Jahr 1966 wurde das neue Gebäude auf dem Neufeld errichtet, welches die doppelte Grösse gegenüber dem ursprünglichen am Stadtbach aufweist.

## Leistungen
2019 zählte das Lindenhofspital 18 292 Austritte (Entlassungen) stationärer Patienten. Im Vergleich dazu wies das Engeriedspital 4 681 und das Sonnenhofspital 5 489 Austritte auf.